# Traité de Douvres
Le traité de Douvres fut une entente secrète signée entre les couronnes anglaise et française le 1er juin 1670 concluant l’alliance des deux royaumes dans la guerre de Hollande qui éclata deux ans plus tard ; les Anglais s'engouffrant ainsi dans la Troisième guerre anglo-néerlandaise.
Le traité de Douvres consacre un double changement important de politique étrangère : de Louis XIV, qui mène à la guerre de Hollande, et de la royauté anglaise, qui prend encore plus de distance avec les Provinces-Unies, ce qui contribuera plus tard à la Glorieuse Révolution anglaise.

## Contexte
En 1668, les ambitions non dissimulées de Louis XIV sur les Pays-Bas espagnols (actuelle Belgique) - notamment durant la guerre de Dévolution - inquiètent l'opinion publique néerlandaise. Le grand pensionnaire Johan de Witt voit sa politique pro-française s'écrouler face à l'agitation pro-anglaise des orangistes, qui entraînent dans leur sillage les régents des grandes villes. 
Au même moment outre-Manche, Henry Bennet, 1er comte d'Arlington et principal ministre de Charles II, était partisan d'une alliance avec la Suède et les Provinces-Unies pour s'opposer aux ambitions de Louis XIV. Le roi Charles II d'Angleterre, au contraire, admirait Louis XIV, son cousin germain. Il se rapprocha de lui et promit d'apporter son aide pour la campagne militaire qui se préparait.

## Causes

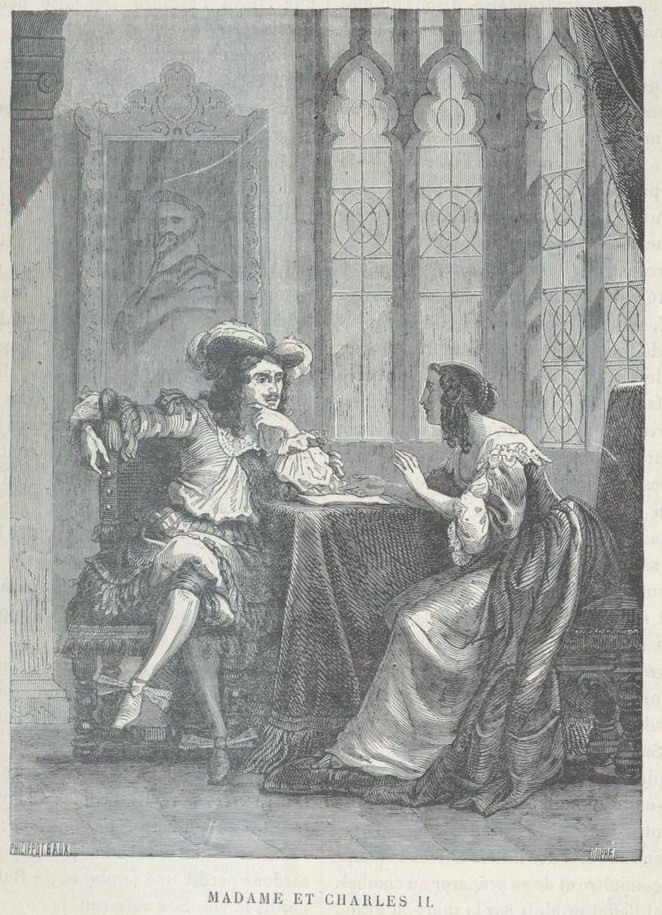
Henriette d'Angleterre négociant pour Louis XIV le traité de Douvres avec son frère le roi Charles II d'Angleterre.

Louis XIV est alors persuadé que le projet de Triple alliance (Suède, Provinces-Unies et Angleterre) est mise sur pied pour contrecarrer ses desseins sur les Pays-Bas espagnols et résulte de la fourberie du grand pensionnaire de Hollande Johan de Witt. Il ne se sent plus tenu par l’alliance de 1663 avec les Provinces-Unies, et travaille activement à une coalition contre la République batave. Celle-ci fait preuve d'une éclatante richesse commerciale et navale, suivie d'un renforcement de sa puissance militaire lors de la deuxième des guerres anglo-néerlandaises (1665-1667), alors que la première des guerres anglo-néerlandaises (1652-1654) l'avait prise par surprise.

## Contenu
Louis XIV envoie sa belle-sœur à Douvres, Henriette d'Angleterre, négocier auprès de son frère Charles un traité secret. Elle est assistée de l'ambassadeur de France Charles Colbert de Croissy. Du côté anglais, seuls le roi, son frère le duc d'York, le comte d'Arlington, Clifford et lord Arundell de Wardour sont dans la confidence.
Charles II s'engage à adhérer à la religion catholique dès que les affaires de son royaume le permettront (la grande majorité du Parlement anglais était anti-papiste et francophobe). Louis XIV lui promet lorsque ses conditions seront remplies une aide financière et militaire.
L'alliance vise les Provinces-Unies, la France se chargeant des opérations terrestres, l'Angleterre, des opérations navales. En échange de son aide, l'Angleterre annexerait les territoires à l'embouchure de l'Escaut.
Ne pouvant bien évidemment rendre publics les engagements pris par Charles au sujet de sa conversion, un traité fictif sera signé en décembre pour justifier auprès du Parlement anglais les interventions militaires. Le traité secret ne sera découvert qu'en 1771 dans les archives personnelles de Clifford.

## Conséquences
- Le traité secret de Douvres entre Louis XIV et Charles II d'Angleterre aboutit logiquement à la troisième des guerres anglo-néerlandaises (1672-1674). Le parlement anglais contraindra finalement le roi Charles II à faire la paix avec les Provinces-Unies dès 1674 lors du traité de Westminster.

- Le traité a aussi pour conséquence au même moment la guerre de Hollande, engagée en 1672 par Louis XIV, qui a laissé se renforcer l'influence de son ministre de la Guerre François Michel Le Tellier de Louvois aux dépens de celle de Colbert. Cette guerre ne se terminera qu’en 1678.